# プリティ・ヘレン
『プリティ・ヘレン』（Raising Helen）は、2004年のアメリカ映画。

## ストーリー
ニューヨークのモデルエージェンシーで働くヘレンは、気ままなシングル生活を味わっていた。ある日、姉夫婦が交通事故で亡くなり、三人の子供たちを世話することになった。

## キャスト
| 役名                     | 俳優                     | 日本語吹替   |
| ------------------------ | ------------------------ | ------------ |
| ヘレン・ハリス           | ケイト・ハドソン         | 井上喜久子   |
| ダン・パーカー           | ジョン・コーベット       | 井上和彦     |
| ジェニー・ポートマン     | ジョーン・キューザック   | 高島雅羅     |
| オードリー・デイヴィス   | ヘイデン・パネッティーア | 遠藤綾       |
| ヘンリー・デイヴィス     | スペンサー・ブレスリン   | 根本圭子     |
| サラ・デイヴィス         | アビゲイル・ブレスリン   | いのくちゆか |
| ドミニク                 | ヘレン・ミレン           | 沢田敏子     |
| リンジー・デイヴィス     | フェリシティ・ハフマン   | 滝沢ロコ     |
| マルティナ・アレグレッタ | アンバー・ヴァレッタ     |              |

- その他の日本語吹き替え：佐々木梅治／仲野裕／瀬尾恵子／魚建／北西純子／小松史法／木下紗華／樋口あかり／赤城進／をはり万造／斉藤次郎／谷昌樹／加納千秋／丸山壮史／風間秀郎／深沢エミ／桂木黎奈／武田華／八木かおり／山中真尋